# نان فيرنون
نان فيرنون هي مغنية كندية، ولدت في 7 أكتوبر 1967.

## وصلات خارجية
- نان فيرنون على موقع IMDb (الإنجليزية)
- نان فيرنون على موقع ميوزك برينز (الإنجليزية)
- نان فيرنون على موقع ديسكوغز (الإنجليزية)
- نان فيرنون على موقع قاعدة بيانات الفيلم (الإنجليزية)